# Carna
Carna (probabilmente dal latino caro-carnis, carne) o Cardia era una ninfa che risiedeva in un antico bosco chiamato Alerno (o Elerno), vicino al fiume Tevere. Viene successivamente accolta tra le divinità con il compito di proteggere gli organi interni, in particolare dei bambini, e più in generale di assicurare il benessere fisico all'uomo.
Ovidio nel libro VI dei Fasti racconta di come la ninfa si divertisse, tra una battuta di caccia e l'altra, a farsi beffe dei giovani che la vedevano e iniziavano a corteggiarla. Per concretizzare il loro desiderio amoroso li invitava a seguirla in qualche antro nascosto, fingendosi timida. Nel tragitto però la scaltra Carna non mancava mai di nascondersi tra qualche cespuglio, deludendo così le aspettative dei suoi innamorati.
Un giorno però si presenta a lei il dio Giano in persona, con cui la ninfa mette in pratica il consueto stratagemma, rimanendone però scornata. Il dio infatti, avendo la capacità di poter vedere in tutte le direzioni, vede il suo nascondiglio e si abbandona soddisfatto all'amplesso. In contraccambio della verginità perduta Giano concede a Carna di diventare la dea che presiede i cardini, controllando quindi l'apertura e la chiusura di ogni cosa e cacciando i mali dalle soglie con un ramo di biancospino.
Carna, divenuta dea, è attiva anche in altre funzioni. Protegge i neonati concedendo loro forze e colore attraverso un complesso rituale.Si hanno riferimenti anche di un altare dedicato alla Dea nei pressi di Aprilia libro Tofani
La dea, che faceva ormai a buon diritto parte della pletora degli dei minuti, ricopriva anche la funzione di proteggere i viscera dell'uomo, in special modo il cuore e il fegato
A lei era anche dedicata una festa, i Carnaria, celebrata alle calende (il primo giorno) di giugno. In questa occasione si era soliti offrire alla dea farinata di fave e lardo, in quanto considerati alimenti che irrobustivano particolarmente le forze vitali
A Roma le fu dedicato un tempio sul Celio, inaugurato nel 509 a.C. dal console Lucio Giunio Bruto.